# Agapanthia
Agapanthia es un género de coleóptero de la familia Cerambycidae, subfamilia Lamiinae.

## Especies
El género Agapanthia incluye a los siguientes subgéneros y especies:

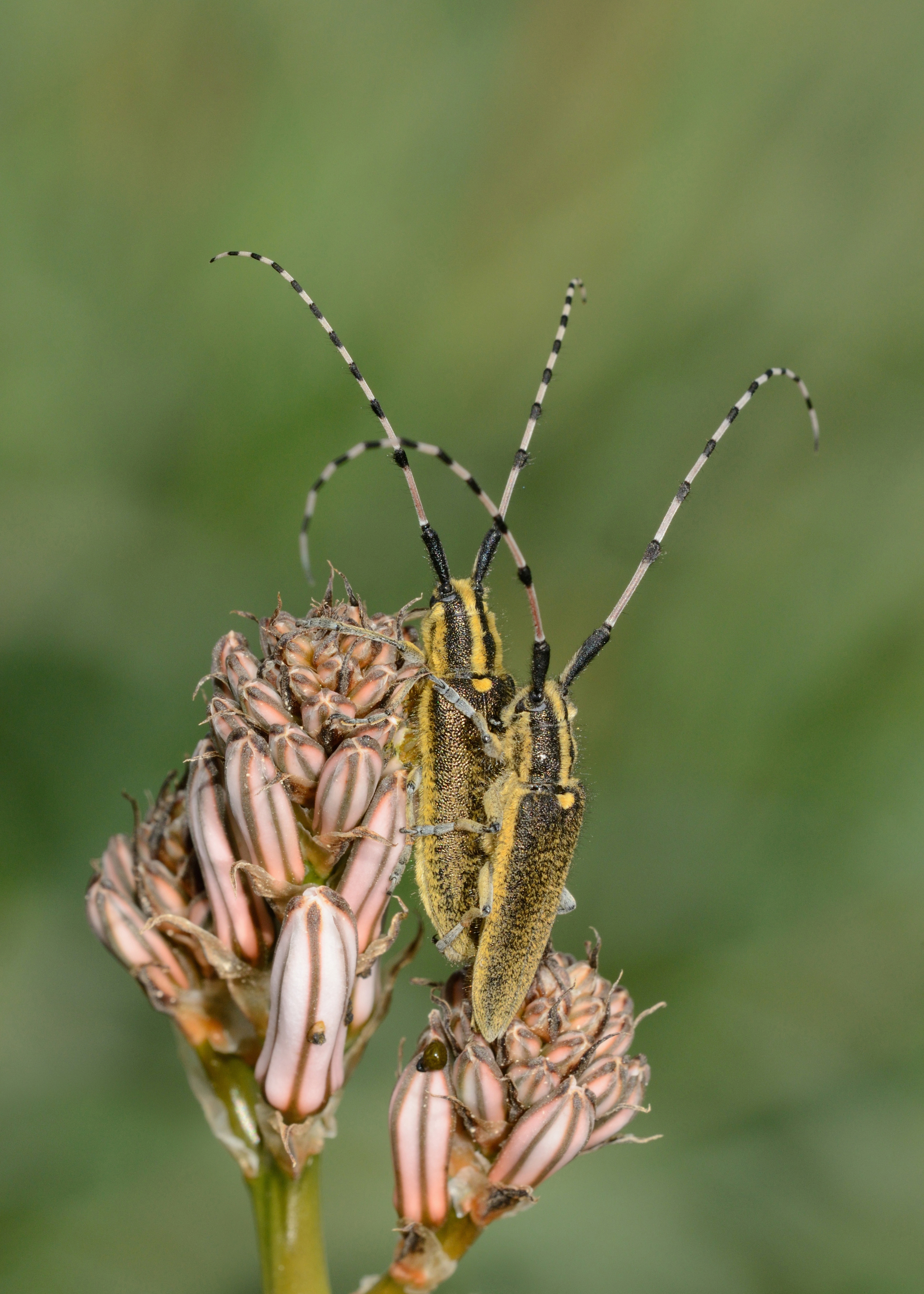
Agapanthia pustulifera

- Subgénero Agapanthia Audinet-Serville, 1835
  - Agapanthia boeberi (Fischer von Walheim, 1806)
  - Agapanthia cardui (Linnaeus, 1767)
  - Agapanthia hirsuticornis Holzschuh, 1975
  - Agapanthia obydovi Danilevsky, 2000
  - Agapanthia suturalis (Fabricius, 1787)inq.
- Subgénero Agapanthoplia Pesarini & Sabbadini, 2004
  - Agapanthia coeruleipennis Frivaldszky, 1878
- Subgénero Amurobia Pesarini & Sabbadini, 2004
  - Agapanthia amurensis Kraatz, 1879
  - Agapanthia japonica Kano, 1933
  - Agapanthia pilicornis Fabricius, 1787
  - Agapanthia yagii Hayashi, 1982
- Subgénero Drosotrichia Pesarini & Sabbadini, 2004
  - Agapanthia annularis (Olivier, 1795)
- Subgénero Epoptes Gistl, 1857
  - Agapanthia alaiensis Kratochvíl, 1985
  - Agapanthia alexandris Pic, 1901
  - Agapanthia altaica Plavilstshikov, 1933
  - Agapanthia alternans Fischer von Waldheim, 1842
  - Agapanthia angelicae Reitter, 1898
  - Agapanthia asphodeli (Latreille, 1804)
  - Agapanthia auliensis Pic, 1907
  - Agapanthia cretica Bernhauer, 1978
  - Agapanthia cynarae (Germar, 1817)
  - Agapanthia dahli (Richter, 1821)
  - Agapanthia daurica Ganglbauer, 1883
  - Agapanthia detrita Kraatz, 1882
  - Agapanthia kindermanni Pic, 1905
  - Agapanthia lateralis Ganglbauer, 1883
  - Agapanthia lederi Ganglbauer, 1883
  - Agapanthia muellneri Reitter, 1898
  - Agapanthia nicosiensis Pic, 1927
  - Agapanthia nitidipennis Holzschuh, 1984
  - Agapanthia persica Semenov, 1893
  - Agapanthia probsti Holzschuh, 1984
  - Agapanthia pustulifera Pic, 1905
  - Agapanthia salviae Holzschuh, 1975
  - Agapanthia schmidti Holzschuh, 1975
  - Agapanthia schurmanni Sama, 1979
  - Agapanthia simplicicornis Reitter, 1898
  - Agapanthia subchalybaea Reitter, 1898
  - Agapanthia subflavida Pic, 1903
  - Agapanthia subnigra Pic, 1890
  - Agapanthia talassica Kostin, 1973
  - Agapanthia transcaspica Pic, 1900
  - Agapanthia turanica Plavilstshikov, 1929
  - Agapanthia verecunda Chevrolat, 1882
  - Agapanthia villosoviridescens (DeGeer, 1775)
  - Agapanthia walteri Reitter, 1898
  - Agapanthia zappii Sama, 1987
- Subgénero Homoblephara Pesarini & Sabbadini, 2004
  - Agapanthia fallax Holzschuh, 1973
  - Agapanthia korostelevi Danilevsky, 1985
  - Agapanthia maculicornis (Gyllenhal, 1817)
  - Agapanthia orbachi Sama, 1993
- Subgénero Smaragdula Pesarini & Sabbadini, 2004
  - Agapanthia amitina Holzschuh, 1989
  - Agapanthia chalybaea Faldermann, 1837
  - Agapanthia frivaldszkyi Ganglbauer, 1883
  - Agapanthia gemella Holzschuh, 1989
  - Agapanthia incerta Plavilstshikov, 1930
  - Agapanthia intermedia Ganglbauer, 1883
  - Agapanthia lais Reiche, 1858
  - Agapanthia osmanlis Reiche & Saulcy, 1858
  - Agapanthia persicola Reitter, 1894
  - Agapanthia pesarinii Rapuzzi & Sama, 2010
  - Agapanthia violacea (Fabricius, 1775)
  - Agapanthia viti Rapuzzi & Sama, 2012
- Subgénero Stichodera Pesarini & Sabbadini, 2004
  - Agapanthia irrorata (Fabricius, 1787)
  - Agapanthia nigriventris Waterhall, 1889
  - Agapanthia soror Kraatz, 1882
- Subgénero Synthapsia Pesarini & Sabbadini, 2004
  - Agapanthia kirbyi (Gyllenhal, 1817)